# Seaton Delaval
Seaton Delaval är en ort i civil parish Seaton Valley, Storbritannien. Den ligger i grevskapet och kommunen Northumberland i riksdelen England, i den centrala delen av landet, 400 km norr om huvudstaden London. Seaton Delaval ligger 38 meter över havet och antalet invånare är 7 219. Seaton Delaval var en civil parish 1866–1935 när blev den en del av Seaton Valley, Blyth och Whitley and Monkseaton. Civil parish hade 7 377 invånare år 1931.
Terrängen runt Seaton Delaval är platt. Havet är nära Seaton Delaval åt nordost.  Närmaste större samhälle är Newcastle upon Tyne, 12,3 km sydväst om Seaton Delaval. Trakten runt Seaton Delaval består i huvudsak av gräsmarker.